# Euxoa subvaria
Euxoa subvaria är en fjärilsart som beskrevs av Corti 1932. Euxoa subvaria ingår i släktet Euxoa och familjen nattflyn. Inga underarter finns listade i Catalogue of Life.